# Corey Walkes
Corey Walkes (Bath, 2001) es un deportista británico que compite en gimnasia en la modalidad de trampolín.
Ganó tres medallas de bronce en el Campeonato Mundial de Gimnasia en Trampolín, en los años 2021 y 2023, y una medalla de oro en el Campeonato Europeo de Gimnasia en Trampolín de 2024.

## Palmarés internacional
| Campeonato Mundial | Campeonato Mundial       | Campeonato Mundial | Campeonato Mundial |
| Año                | Lugar                    | Medalla            | Prueba             |
| ------------------ | ------------------------ | ------------------ | ------------------ |
| 2021               | Bakú (Azerbaiyán)        | Medalla de bronce  | Equipo mixto       |
| 2023               | Birmingham (Reino Unido) | Medalla de bronce  | Equipo             |
| 2023               | Birmingham (Reino Unido) | Medalla de bronce  | Equipo mixto       |
| Campeonato Europeo |                          |                    |                    |
| Año                | Lugar                    | Medalla            | Prueba             |
| 2024               | Guimarães (Portugal)     | Medalla de oro     | Sincronizado       |